# Ricardo Ravelo Galó
Ricardo Ravelo Galó (Carlos A. Carrillo, Veracruz, 27 de diciembre de 1966) es un periodista mexicano. 

## Trayectoria
Estudió periodismo en la Universidad Veracruzana. Inició su carrera como reportero en 1987, trabajando para los diarios El Dictamen, La Nación, el diario Sur y la revista Llave.
En 1991 empezó a trabajar como corresponsal de la revista Proceso en el estado de Veracruz. Posteriormente, en 1996, se incorporó a la redacción de la revista como reportero de tiempo completo, donde se le asignó la fuente policiaca, en particular la Procuraduría General de la República (PGR). Actualmente se dedica a la investigación de temas relacionados con el narcotráfico, la justicia y la seguridad.
El 9 de abril de 2011, recibió un homenaje en la ciudad de Cosamaloapan por parte del Club de Periodistas de México A.C. Delegación Veracruz; la Asociación de Periodistas, Comunicadores y Reporteros Gráficos de la Cuenca del Papaloapan A.C.; y los Ayuntamientos de Cosamaloapan y Tres Valles, durante el mismo y en sesión solemne de cabildo las autoridades de Cosamaloapan lo declararon «Hijo Predilecto».

## Libros
- NARCOMEX Historia e Historias de una Guerra
- Los capos. Las narco-rutas de México (Plaza/Jánes, 2005)
- Los narcoabogados (Editorial Grijalbo, 2006)
- Crónicas de sangre. Cinco Historias de Los Zetas
- Herencia maldita. El reto de Calderón y el nuevo mapa del narcotráfico (Grijalbo, 2000).
- Osiel. Vida y Tragedia de un Capo (Grijalbo, 2008).
- Zetas, la franquicia criminal (Ediciones B, 2014).
- Los incómodos. Los gobernadores que amenazan el futuro político del PRI (Temas de Hoy, 2017).
- Los incómodos 2. Los gobernadores que amenazan el futuro político del PRI (Temas de Hoy, 2018).
- Los narcopolíticos  (HarperCollins México, 2021).
- El amo de Jalisco (Editorial Inefable, S.A. de C.V., 2023).